# Bettendorf (Alsdorf)
Bettendorf ist ein nordöstlicher Stadtteil von Alsdorf in der Städteregion Aachen. Wenige hundert Meter außerhalb der Ortschaft befindet sich an der L 109 die vom Wasserverband Eifel-Rur betriebene Kläranlage „Alsdorf-Bettendorf“. Der kleine Ort liegt an der Kreuzung alter und neuer Straßen Richtung Alsdorf-Schaufenberg, Baesweiler-Oidtweiler, Aldenhoven-Siersdorf, Alsdorf-Hoengen und der Wüstung Duckweiler.

## Geschichte
Urkundlich erwähnt wird Bettendorf erstmals 1130 und 1278 als „Betnedorf“. Der erste Namensbestandteil wird als Eigenname Bado, später Batto oder Betto, gedeutet, verwandt mit dem germanischen Stamm der Badu. Der Stammesname Badu kann von Bad oder von dem germanischen Wort für Kampf stammen: altengl. beado, beadu, engl. battle, frz. bataille Kampf, frz./dt. Bataillon. Also wäre Bettendorf das Dorf des (kämpferischen) Bado. Eine andere Deutung geht von niederdt. Beden aus. Beden waren bei einem Fronhof abzugebende Naturalien.
Am 6. Mai 1271 schließen die Gebrüder Winricus, Amilius und Richaldus von Kinzweiler mit der Kommende Siersdorf einen Vergleich wegen strittiger Güter in Hoengen und in Bettendorf, und zur Begleichung seiner Schulden verkauft Winrich von Kinzweiler alias von Bettendorf 1321, 1333 und 1335 an das Aachener Marienstift Güter und Renten, welche Zinsleute ihm in Bettendorf zu entrichten hatten, sowie 60 Morgen Land um Bettendorf.
1438 wird die „Herrlichkeit“ Bettendorf in der Beschreibung eines Grenzumrittes der Unterherrschaft Schaufenberg genannt, und 1454 werden die Bewohner von Bettendorf als Teilhaber der Rechte am damals bis Kinzweiler reichenden Propsteier Wald genannt. 1533 erbt nach dem Tod Johanns von Paland sein Sohn Johann unter anderem die Herrschaft Bettendorf. 1676 gehören die Bettendorfer Ländereien zu den Erbpachten von Nothberg. Einige Jahre später berichtet das Hoengener Totenbuch von zwei spektakulären Todesfällen: 1687 stürzt Heinrich Drießen aus Bettendorf in eine Kohlengrube bei Bardenberg tödlich, und 1688 wird Matthias Dohmen aus Bettendorf von „zwey hohe Leute“ bei Laurenzberg erschlagen.
Die heutige Bausubstanz stammt überwiegend aus dem 18. Jahrhundert, ebenso wie der ehemalige Schöffenhof, von dem noch das Wohnhaus steht. Bettendorf war Gerichtsort: Eine in Bettendorf ausgestellte Urkunde vom 12. August 1569 zeigt das Schöffensiegel mit dem Palant’schen Wappen und der Umschrift „sigillum scabinorum in Bettendorf“.
Mai 1767 werden bei einer Volkszählung im Herzogtum Jülich für Bettendorf, Schaufenberg und Kellersberg 258 Einwohnern angegeben.
Am 1. Januar 1972 kam die Gemeinde Bettendorf, welche bis dahin zum Amt Aldenhoven im Kreis Jülich gehört hatte, durch das Aachen-Gesetz zu Alsdorf im Kreis Aachen.

## Religion

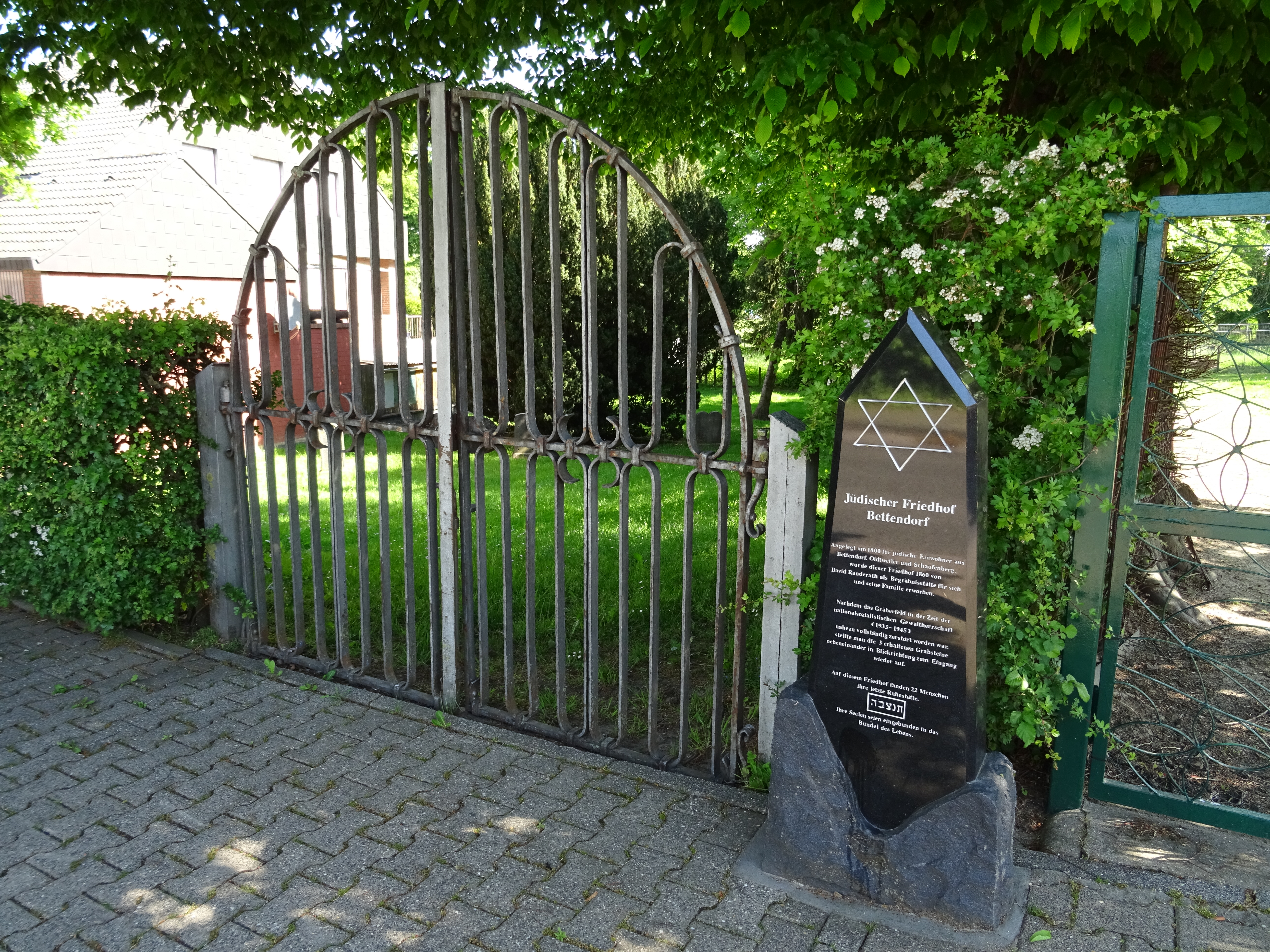
Jüdischer Friedhof in Bettendorf

1704 wird die Wendelinuskapelle auf dem Dorfplatz Ecke Wendelinusstraße / An der Kirche erbaut. Sie erhält 1723 eine Glocke, wird 1804 umgebaut und kommt 1806 von der Hoengener Pfarre St. Cornelius an die Oidtweiler Pfarre St. Martin. Die Kapelle wird im Zweiten Weltkrieg im Herbst 1944 zerstört. Die neue Wendelinuskirche wird Oktober 1964 eingeweiht. Seit 2013 ist die Kapellengemeinde St. Wendelinus Teil der Pfarrei St. Marien Baesweiler.

## Wappen

Wappen der ehemaligen Gemeinde Bettendorf

Der Gemeinde Bettendorf wurde 1963 durch den nordrhein-westfälischen Innenminister ein Wappen verliehen.
Blasonierung: „Fünfmal geteilt von Schwarz und Gold (Gelb), belegt mit einem links angeschrägten wachsenden roten Hirtenstab mit silberner (weißer) Krümme.“
Das Gemeindewappen zeigt das Wappen der hiesigen einflussreichen Adelsfamilie Pallandt mit dem Hirtenstab des Heiligen Wendelinus, dem Schutzpatron der Bettendorfer Kirche.

## Verkehr
Die nächste Anschlussstelle ist „Alsdorf“ an der A 44. Der nächste DB-Bahnhof sind „Übach-Palenberg“ und „Herzogenrath“ an der Strecke Aachen – Geilenkirchen – Mönchengladbach sowie „Alsdorf-Annapark“ der Euregiobahn.
Die AVV-Buslinien 90, 220 und BW1 verbinden Bettendorf mit Alsdorf-Mitte, Aldenhoven, Aachen, Jülich und Baesweiler.
| Linie | Betreiber | Verlauf |
| ----- | --------- | --- |
| 90    | ASEAG     | Alsdorf-Annapark – Schaufenberg – Bettendorf – Siersdorf – Dürboslar – Aldenhoven |
| 220   | Rurtalbus | Aachen Bushof – Ludwig Forum – Talbot – Mariadorf – Hoengen – (Bettendorf – Siersdorf –) Schleiden – Aldenhoven – Neubourheim – Jülich Walramplatz – Neues Rathaus – Bahnhof/ZOB – (Krankenhaus – Solar Campus –) (Forschungszentrum Bf RTB ←) Forschungszentrum Jülich |
| BW1   | ASEAG     | Setterich – Baesweiler – Oidtweiler – Bettendorf |